# Stenosoma stephenseni
Stenosoma stephenseni es una especie de crustáceo isópodo marino de la familia Idoteidae.

## Distribución geográfica
Se distribuye por el Mediterráneo occidental.